# Теребля (село)
Тере́бля — село в Буштинській селищній громаді Тячівського району Закарпатської області України.
Село розташоване на правому боці березі річки Теребля за 18 км на північ від райцентру Тячів і за 10 км від залізничної станції Буштино. Через село проходить шосейна дорога Буштино-Синевир. Населення 3685 осіб.

## Населення

### Мова
Розподіл населення за рідною мовою за даними перепису 2001 року:
| Мова       | Кількість | Відсоток |
| ---------- | --------- | -------- |
| українська | 3698      | 99.81%   |
| російська  | 7         | 0.19%    |
| Усього     | 3705      | 100%     |

## Історія
Вперше село Теребля згадується в письмових пам'ятках 1389 року. Перша згадка 1389: Talabor, інші згадки Thalabur, 1510: Thalaborfalva, 1648: Thalaborfalua, 1725: Talaborfalva, 1773: Talaborfalva, Tereblo, Tereblva, 1808: Talaborfalva, Terebla, 1828: Talaborfalva, Telebre, 1838: Talaborfalva, 1851: Talaborfalva, 1877: Talaborfalva, Tereblya, 1913: Talaborfalva, 1925: Terebla, Tereblja, 1944: Talaborfalu, Теребля, 1983: Теребля.
Існує декілька легенд про виникнення села. За однією з них назва села походить від назви річки Теребля. За іншою легендою назва села походить від прізвища перших людей Теребел, які поселилися разом з іншими на березі річки. Поступово з роками населення збільшувалося, розселялося все далі і далі від річки і поселення перетворилося в селище. Одна з частин села називається Селищем. Та частина села, де люди оселилися і жили найдавніше називається Старе село (Староселиця — від річки до центру села), а те місце, де оселилися люди пізніше, називається Нове село (Новоселиця — від центру села і до озер).
В роки середньовіччя село, як і весь теперішній Тячівський район належало до Угорщини, а селяни працювали на угорських феодалів. Вони брали участь у повстанні селян під керівництвом Дєрдя Дожі. Повстання було придушено королівськими військами, а селян змусили сплачувати данину. Всі землі і навколишні села підкорялися королівському Хустському замку, в якому було розміщено військо угорських королів. Селяни всіх навколишніх сіл змушені були своїми тягловими силами завозити більшу частину урожаю в замок для харчування війська. Солдати забирали зерно, худобу, сіно, одяг та ін. Кравці і шевці всієї округи змушені були безкоштовно працювати на військо.
На початку XVIII ст. тереблянці разом з іншими навколишніми селами брали участь у національно-визвольній війні угорського народу проти королівської династії Габсбургів. В економічному відношенні життя тереблянців було тяжким, як і в навколишніх селах. Основним заняттям населення було сільське господарство. Система обробітку була двопільною. Із зернових культур селяни здебільшого вирощували жито, кукурудзу, овес, ячмінь. Господарства тереблянців часто терпіли від повеней і посух, коли врожаї були дуже низькими і приводили до тяжкого життя. Так було, наприклад у 1787 році коли відбулися посухи в усьому районі. У селі крім сільськогосподарських селян, що працювали на полях, жили бокораші, які сплавляли ліс по річці Тереблі, візники, які возили у замок, кравці, шевці, гончарі, про що свідчать експонати сільського музею. Шили народний одяг із домотканого полотна, взувалися у постоли. Більша частина населення бідувала. Так, дроворуб, який продав дрова за денний заробіток міг купити 0,91 кг хліба, або пів фунта топленого масла, а жнець — 1,36 кг проса, 0,45 кг сала.
Важкий соціальний гніт, недоїдання і відсутність охорони здоров'я викликали часті і важкі захворювання на холеру та інші хвороби. В ті роки і зародилося свято — Корела у Дулові, яке відмічають і зараз. Гинули люди від хвороби і в Тереблі. Теребля, як і інші користувалися правом самоврядування. Сільський староста, якого обирали із заможних людей — ґазд — мав свою печатку із зображенням орла, вирішував різні питання тереблян самостійно або разом із судом. Суд захищав інтереси багатих і церкви.

## Тереблянська сіль
27 липня 2023 року, під час розробки Тереблянського соляного родовища було видобуто першу сіль. Після геологічних досліджень у даному регіоні було виявлено соляний пласт, котрий починається із 35 до 500 метрів. Родовище зможе забезпечити 100 % потреб держави в технічній солі, зокрема під час зими. На сьогодні вони оцінюються в приблизно 450 тис. тонн на сезон. У перспективі родовище зможе забезпечити 100 % потреб України.
На західній околиці села Теребля розташоване озеро Солоне — гідрологічна пам'ятка природи місцевого значення. Точніше, водойма об'єднує п'ять невеликих озер загальною площею майже 4 га. Раніше у цій місцині були соляні копальні. Адже під усім селом тягнеться великий пласт кам'яної солі. Є місця, де можна розкопати сіль навіть на глибині 16 метрів.
Цікаво,що тільки з пвнічного боку дуги Карпатських гір знаходяться основні поклади  нафти ,газу і солі,на південному боці Карпат їх немає.Тереблянське і Солотвинське родовища-єдиний виняток. Сіль в давні часи була важливішим товаром,як зараз нафта і газ.Угорські походи на Перемишль,Стрий і Галич - це були походи по сіль. Так природа щедро обдарувала слов,янські гори,що викликало заздрість сусідів.
За легендою, у середні віки сіль у Тереблі видобували поселенці сучасного Буштина та в'язні Хустського замку. Саме через цю місцевість, у напрямку села Олександрівки (Шандрова), пролягала соляна дорога до фортеці.
Праця солекопів була дуже важкою. До середини XIV ст. «біле золото» видобували з ям глибиною близько 25-30 метрів, в яких будувались своєрідні сходинки по схилу. Згодом німецькі колоністи внесли ряд вдосконалень у цей процес: у XV ст. були споруджені конусні ями глибиною до 150-200 метрів. Шахтарі спускалися вниз по драбинах, зроблених з мотузків. Раніше сіль виносили з ям на руках, а тепер почали пакувати в кошики і витягали мотузками наверх. Для відведення підґрунтових вод виготовляли мішки зі шкіри буйвола. Наповнивши мішки водою, солекопи піднімали їх нагору. Наприкінці XVIII ст. у соляній промисловості працювали німецькі та угорські робітники, але всі допоміжні роботи виконували місцеві русини.
Закрили шахти, імовірно, на початку ХІХ ст. – не тому, що вони були малопродуктивні, а через те, що весняні і осінні води часто підтоплювали копальні. Для відкачування води потрібні були додаткові затрати, на що держава не хотіла витрачати кошти, водойма належить до карстових і стратифікованих (розділених на шари) водойм. Цікаво, що у придонній частині концентрація солі у воді сягає 300 г/літр, а зверху – лише 1 грам на літр, тому на поверхні водиться прісноводна риба. Та оскільки озеро Солоне належить до природно-заповідного фонду Закарпаття, риболовля тут заборонена, про що попереджають таблички довкола водойми.
Про наявність безмежних соляних багатств свідчать і бурові розвідки, що проводилися в 50-х роках ХХ ст. не тільки навколо села, а й на території присадибних ділянок у самому центрі. Тоді буровики всюди шукали нафту, а знаходили сіль, мінеральні та термальні води. Тепер тут зробили ванни для лікування опорно-рухового апарату, радикуліту та шкірних захворювань.Теребля славиться також і своїми унікальними термальними водами. Це – комора мінералів і йоду, має великий вміст солі. Вода на поверхні прогрівається до 89 градусів.

## Присілки
- Вишній Росіл, колишнє село в Закарпатській області, об'єднане з селом Теребля рішенням облвиконкому Закарпатської області № 155 від 15.04.1967;
- Нижній Росіл, колишнє село в Закарпатській області, об'єднане з селом Теребля рішенням облвиконкому Закарпатської області № 155 від 15.04.1967, (перша згадка у ХІХ ст.).

## Релігійні споруди
храм Преображення Господнього і монастир. 1937
Ініціатором спорудження монастиря в урочищі Ботинське або Тяпіш, що за два кілометри від Тереблі, був ігумен Иов (Войтишин). Юрій Попович віддав під монастир 1 га своєї землі, а в 1923 році подарував монастиреві свій будинок, який перенесли до каплички. Згодом почали будувати корпус на 8 келій.
У 1930 році ігуменом став о. Веніамин (Керечанин), який збудував домову церкву на честь Благовіщення божої матері. Незабаром почали будувати муровану хрещату п’ятивежову церкву Преображення Господнього (фундамент освятили на Св. Трійцю 1937 p.), яку було закінчено в 1937 p., а освятив її єпископ сербської православної церкви  Володимир у 1939 р.Це була православна церква і монастир Преображення.В селі  вже тоді переважали православні.Станом на 1936 рік з 2702-х жителів було 2404 православних,решта- греко-католики,євреї,чехи,словаки і троє угорців.
У радянський період до о. Веніамина спочатку поставилися прихильно, бо він був переслідуваний угорською владою, але згодом на нього сфабрикували справу, звинувативши у спекуляції свічками, і ув'язнили в 1953 р. майже на один рік. В той час монастир закрили і він почав занепадати.Повністю зруйнований на початку 70-х років.
На початку 1970-х років при сприянні тогочасного сільського голови монастир зруйнували. Вцілів лише дерев’яний будиночок келій, в якому нині влаштували капличку.
Після звільнення о. Веніамин, що мав величезний авторитет серед людей і славу цілителя, до кінця життя служив у сільській церкві. 
Церква Преображення Господнього. 1930
храм Преображення Господнього. 1930
У 1929 році, на старому кладовищі було освячено фундамент під спорудження дерев'яної церкви. Майстрами були: Михайло Груля, Михайло Іванович Куцина, Іван Левко, Іван Гук, Іван Несух, Михайло Чопик, Михайло Салейчук та ще багато інших місцевих хороших майстрів своєї справи. Освячення церкви провів ієромонах Веніамін (Керечанин) з монахами місцевого монастиря на свято Вознесіння Господа нашого Ісуса Христа 1931 року. Іконостас перенесли з монастиря, що діяв на околиці Тереблі, але був зруйнований за радянської влади на початку 1970-х років, а в монастир іконостас передали із закритої греко-католицької церкви у Прибор-жавському. За розповіддю Івана Степановича Коршинського, дияконські двері з вирізаним написом – ІОАН САБАДОШЪ ВЪ СЛАВУ БОЖІЮ ПОСТАВИЛЪ CIA ДВЕРИ ДЕКЕМБРА ГОДА 1921 – передали разом з іконостасом.
Церква св. Миколи Чудотворця. 1813
храм св. Миколи Чудотворця. 1813
У 1751 році, в селі була дерев'яна церква св. Миколи з вежею, з двома дзвонами, прикрашена всіма образами, а Апостоли були намальовані на полотні.
У 1801 році, оскільки церква стара і мала, пропонується її “із переди побольшати і збудувати с звоницею, із твердого матеріала созданоі от Стефана Корсинського, маляра, як добродітеля с содєйствієм народа. Проект і буджет предлагаються ерару. Потребуется єще на є дні праздничні ризи 100 ринських”.
Очевидно, дерев’яну церкву не переробляли, бо в 1813 році збудовано муровану церкву. Після заборони в 1949 році греко-католицької конфесії, муровану церкву розібрали близько 1973 році (знято з реєстрації діючих церков 1 жовтня 1960 року) і на тім місці споруджено сільраду.
За переказами, під церквою у склепі було поховання монаха.

## Туристичні місця
- У бібліотеці реформатського ліцею в Марамороському Сиготі зберігалася рукописна книга XVII – XVIII ст. “Бесіди св. Іоанна Златоустаго”, в якій був запис, що вона належала пароху Тереблі Георгію Петричкові і була придбана 12 серпня 1794 року за 20 сороківців.
- В селі похований невідомий німецький солдат часів Другої Світової війни. На мармуровій плиті викарбувано українською та німецькою мовами: «Тут похований невідомий німецький солдат, часів Другої Світової війни, який загинув біля с. Теребля 26 (27) жовтня 1944 року».
- храм Преображення Господнього і монастир. 1937
- храм св. Миколи Чудотворця. 1813
- храм Преображення Господнього. 1930
- Навколо села розташовані п'ять озер, в яких водиться риба і купаються люди.
- На західній околиці села Теребля розташоване озеро Солоне — гідрологічна пам'ятка природи місцевого значення
- Теребля славиться також і своїми унікальними термальними водами. 
- 27 липня 2023 року, під час розробки Тереблянського соляного родовища було видобуто першу сіль

## Відомі люди
В 1929 році в селі народився Чопик Володимир Іванович — український учений-ботанік, доктор біологічних наук, професор, академік АН ВШ України.